# Korytarz nad Zagonem
Korytarz nad Zagonem – jaskinia, a właściwie schronisko, w Dolinie Małej Łąki w Tatrach Zachodnich. Wejście do niej położone jest we wschodniej ścianie Zagonnej Turni opadającej do żlebu Zagon, na wysokości 1610 metrów n.p.m. Jaskinia jest pozioma, a jej długość wynosi 14 metrów.

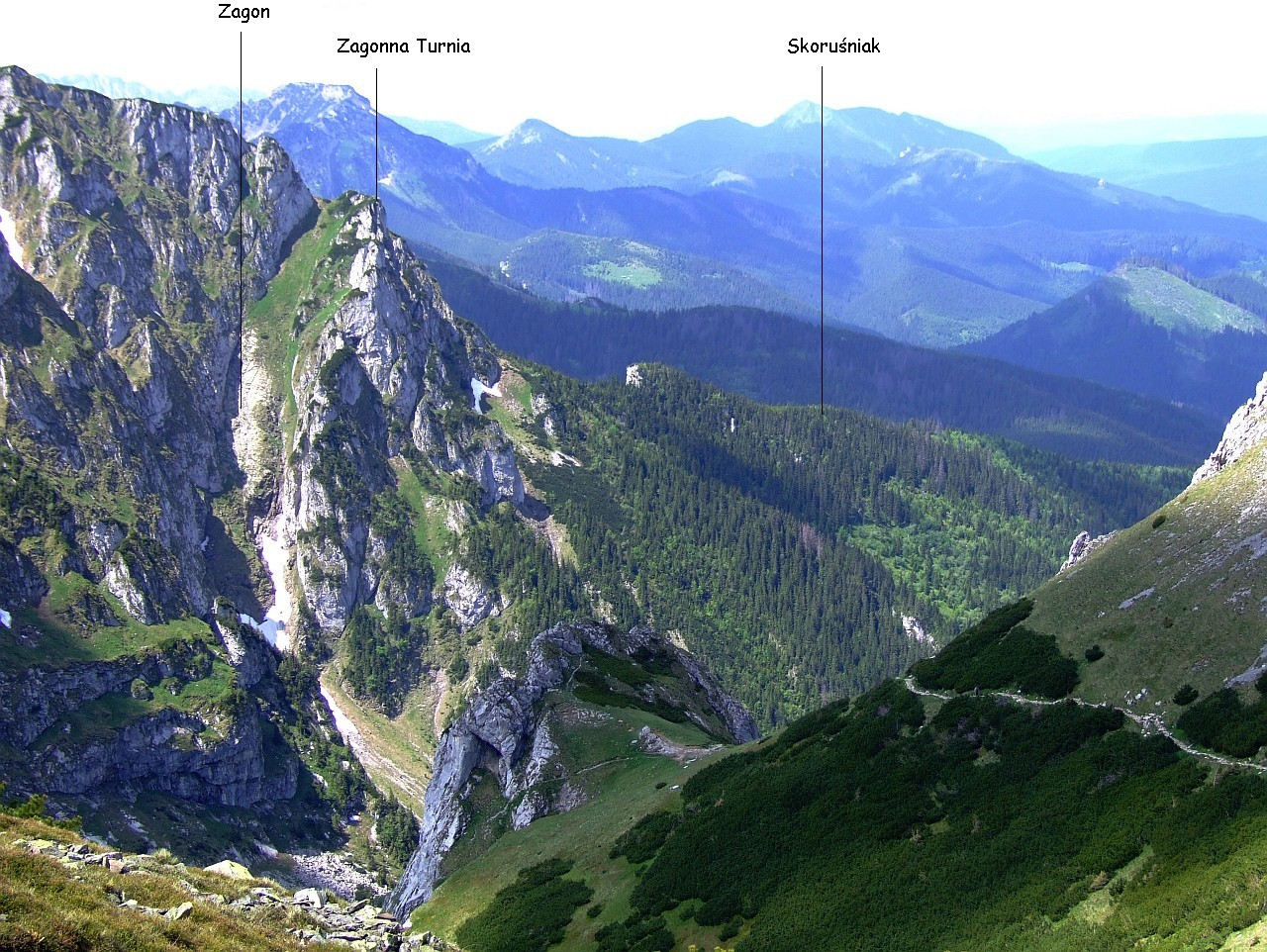
Zagonna Turnia i Zagon w Dolinie Małej Łąki

## Opis jaskini
Jaskinię stanowi prosty, poziomy korytarz zaczynający się w niewielkim otworze wejściowym, a kończący małą salką z zawaliskiem.

## Przyroda
W jaskini można spotkać nacieki grzybkowe. Na ścianach rosną mchy i glony.

## Historia odkryć
Jaskinię odkryli F. Filar i K. Zaczyński w sierpniu 2005 roku.